# Террелл (округ, Техас)
Шаблон:StateAbbr_ 30°14′ пн. ш. 102°04′ зх. д. / 30.23° пн. ш. 102.07° зх. д.
Округ  Террелл (англ. Terrell County) — округ (графство) у штаті  Техас, США. Ідентифікатор округу 48443.

## Історія
Округ утворений 1905 року.

## Демографія
За даними перепису 2000 року загальне населення округу становило 1081 осіб, усе сільське. Серед мешканців округу чоловіків було 549, а жінок — 532. В окрузі було 443 домогосподарства, 295 родин, які мешкали в 991 будинках. Середній розмір родини становив 3,09.
Віковий розподіл населення поданий у таблиці:
| Стать    | До 15 років | 15-21 | 22-29 | 30-39 | 40-49 | 50-65 | 65-85 | Понад 85 |
| -------- | ----------- | ----- | ----- | ----- | ----- | ----- | ----- | -------- |
| Чоловіки | 124         | 43    | 35    | 59    | 84    | 111   | 88    | 5        |
| Жінки    | 105         | 48    | 34    | 60    | 77    | 111   | 83    | 14       |

## Суміжні округи
- Крокетт — північний схід
- Вал-Верде — схід
- Брюстер — південний захід
- Acuña (municipality)[en], Мексика — південь
- Пекос — північний захід

## Виноски
1. ↑  https://publications.newberry.org/ahcbp/documents/TX_Individual_County_Chronologies.htm
2. ↑  U.S. Decennial Census. United States Census Bureau. Процитовано 11 травня 2015.
3. ↑  Texas Almanac: Population History of Counties from 1850–2010 (PDF). Texas Almanac. Процитовано 11 травня 2015.
4. ↑  State & County QuickFacts. United States Census Bureau. Архів оригіналу за 18 жовтня 2011. Процитовано 26 грудня 2013. [Архівовано 2011-10-18 у Wayback Machine.](англ.) Наведено за англійською вікіпедією.
5. ↑  American FactFinder. Бюро перепису населення США. Архів оригіналу за 26 лютого 2012. Процитовано 31 січня 2008. [Архівовано 2008-05-21 у Wayback Machine.]

| США | Це незавершена стаття з географії США. Ви можете допомогти проєкту, виправивши або дописавши її. |